# Bryonycta
Bryonycta is een geslacht van vlinders van de familie uilen (Noctuidae).

## Soorten
- B. opulenta Boursin, 1957
- B. pineti (Staudinger, 1859)